# Patrice Halgand
Patrice Halgand (født 2. marts 1974 i Saint-Nazaire) er en fransk tidligere professionel cykelrytter. Han debuterede som professionel i 1995 for holdet Festina-Lotus. I 2004 gik han over til Crédit Agricole fra Jean Delatour, som han havde cyklet for i 4 år.